# Michael S. Hart
Michael Stern Hart (8. března 1947 Tacoma – 6. září 2011 Urbana) byl Američan známý především jako zakladatel projektu Gutenberg, který se snaží volně zpřístupňovat elektronické knihy na internetu. Minimálně jedna verze každé knihy je v textovém souboru, takže může být zobrazena na prakticky každém počítači. Elektronické knihy vytváří (většinou skenuje) skupina dobrovolníků. Sbírka obsahuje volná díla a autorská díla se souhlasem autorů.